# Bigenerina
Bigenerina es un género de foraminífero bentónico de la subfamilia Textulariinae, de la familia Textulariidae, de la superfamilia Textularioidea, del suborden Textulariina y del orden Textulariida. Su especie tipo es Bigenerina nodosaria. Su rango cronoestratigráfico abarca desde el Eoceno hasta la Actualidad.

## Clasificación
Se han descrito numerosas especies de Bigenerina. Entre las especies más interesantes o más conocidas destacan:
- Bigenerina burri
- Bigenerina nodosaria

Un listado completo de las especies descritas en el género Bigenerina puede verse en el siguiente anexo.
En Bigenerina se han considerado los siguientes subgéneros:
- Bigenerina (Gemmulina), aceptado como género Gemmulina
- Bigenerina (Vulvulina), aceptado como género Vulvulina